# Plessy v. Ferguson
Plessy v. Ferguson (Plessy contre Ferguson) est un arrêt de la Cour suprême des États-Unis, (arrêt No 163 U.S. 537) rendu le 18 mai 1896. Il est parfois cité simplement comme Plessy. Cet arrêt autorise les États du Sud  à imposer par la loi des mesures de ségrégation raciale, pourvu que les conditions offertes aux divers groupes « raciaux » par cette ségrégation soient égales, doctrine appelée « separate but equal » (séparés mais égaux) qui dans son effectivité perpétuera des inégalités de fait. Les diverses inégalités constatées dans différents domaines (scolarité, transports publics, culture, logement, etc.) vont être reprises par des avocats du mouvement des droits civiques, plus spécialement de la National Association for the Advancement of Colored People (NAACP) pour faire valoir qu'elles sont une infraction à l'égale protection de la loi pour tous les citoyens quelle que soit leur race garantie par le XIVe amendement à la constitution. C'est au nom de l’inégalité que l'arrêt va être rendu caduc et définitivement annulé par les arrêts Brown et al. v. Board of Education of Topeka et al du 17 mai 1954, l'arrêt Browder v. Gayle du 5 juin 1956 et définitivement révoqué par le Civil Rights Act du 9 septembre 1957.

## Du Sud esclavagiste à l'émancipation des Afro-Américains

### L'élection d'Abraham Lincoln
La victoire d’Abraham Lincoln du 6 novembre 1860 fait craindre dans les États du Sud que pour abolir l'esclavage, le gouvernement fédéral augmente son intervention sur les affaires intérieures de chaque État dans tous les domaines. Sans la question de l'esclavage, l'autorité de Washington eut été débattue sereinement. Mais en même temps cette question était posée depuis trop longtemps, elle s'est exacerbée avec le temps qui passe. Elle a ses racines même dans les débats autour de la Constitution et des idéaux américains : depuis presque un siècle, abolitionnistes et esclavagistes s'affrontent autour de deux visions différentes de la société américaine et de ses fondements. La sécession était en germe, elle n'a pu être évitée que par des compromis temporaires qui n'ont fait que retarder l'explosion.

### La Guerre de sécession et la proclamation d'émancipation de 1863
Quand Lincoln arrive au pouvoir en février 1861, onze États du Sud ont fait sécession (Arkansas, Texas, Louisiane, Mississippi, Alabama, Géorgie, Floride, Caroline du Sud, Caroline du Nord, Tennessee et Virginie)  pour constituer les États confédérés d'Amérique et ont élu le sénateur du Mississippi, Jefferson Davis, président des États confédérés. Ce dernier appelle à la formation d'une armée le 9 mars 1861,,,. Le premier affrontement armé a lieu au Fort Sumter, où les armées sudistes bombardent le fort les 12 et 13 avril 1861 ; cette bataille de Fort Sumter déclenche la guerre de sécession,,.     

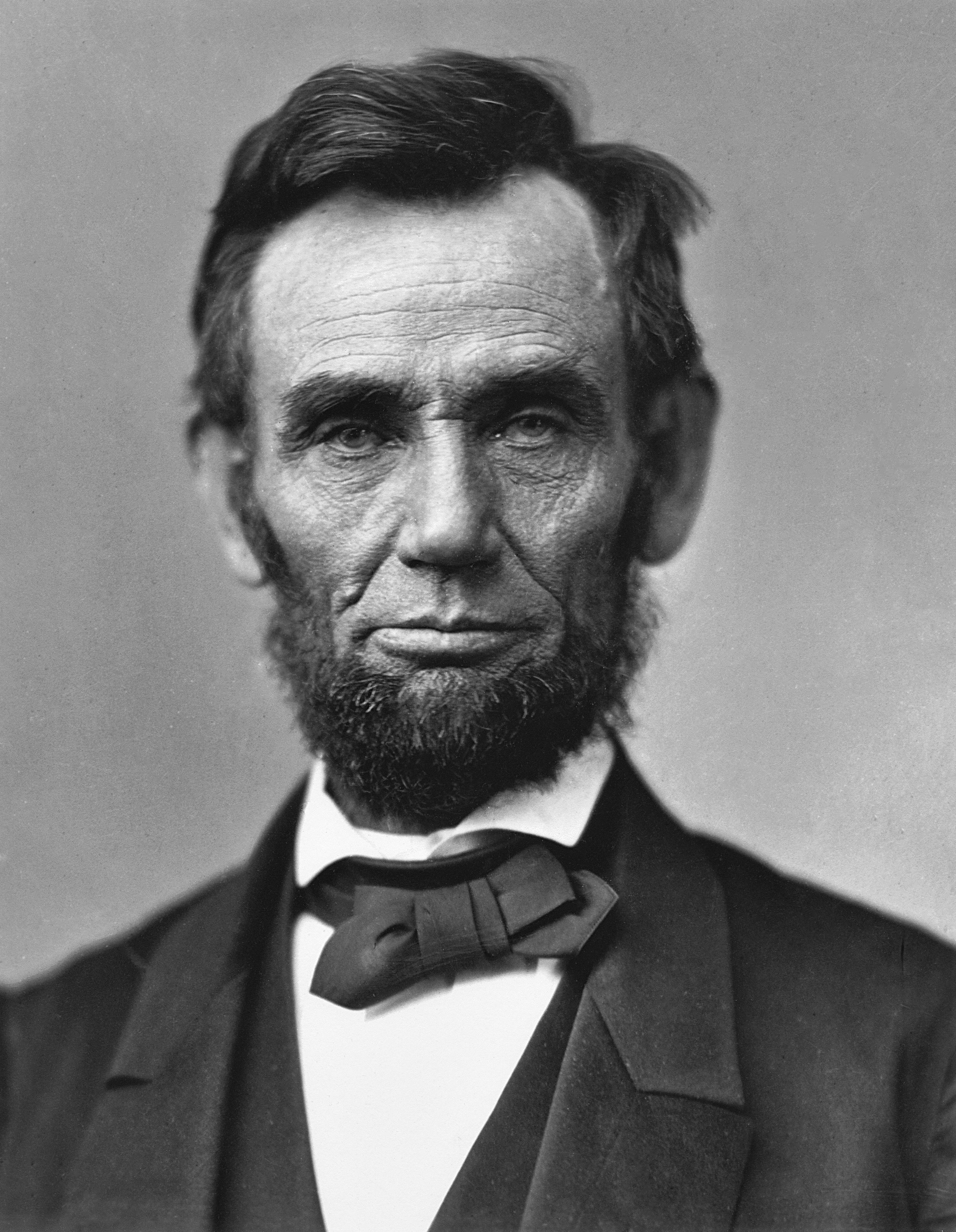
Abraham Lincoln

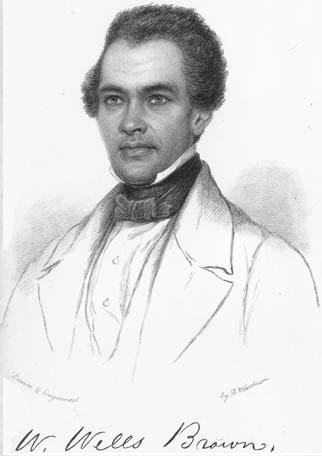
William Wells Brown

Dans un premier temps, bien que le président Lincoln soit viscéralement anti-esclavagiste, en revanche en tant que président il doit faire face aux contraintes politiques dans un contexte de guerre civile à l'issue incertaine. Dans un premier temps il mène une politique d'émancipation progressive basée sur le volontariat avec des compensations financières pour ménager les États esclavagistes fidèles à l'Union : le Missouri, le Kentucky, le Maryland et le Delaware. Il lui faut également maintenir sa majorité composée de Républicains et de Démocrates, si globalement les Républicains sont anti-esclavagistes, en revanche, les Démocrates du nord sont divisés sur la question comme l'ont montré l'élection présidentielle de 1860. Aussi il propose un compromis en proposant une émancipation progressive pour les états esclavagistes avec un versement de compensation pour les propriétaires. Pour cela il fait sa proposition auprès d'élus du Missouri, du Kentucky , du Maryland et du Delaware, ils répondent par une fin de non recevoir et de l'autre côté la proposition déclenche une colère des élus républicains abolitionnistes. Ne trouvant pas de consensus, Lincoln va trancher, le 18 juin 1862, il signe une déclaration abolissant l'esclavage sur les territoires, le 17 juillet 1862, il signe une déclaration qui devient une loi affranchissant tout esclave fugitif. Puis avec son secrétaire d'état William H. Seward et son secrétaire du Trésor Salmon P. Chase il étudie le contenu d'une proclamation abolissant l'esclavage sur l'ensemble des États-Unis qui soit prête pour janvier 1863. Les divers succès militaires contre les armées confédérées lèvent tout obstacle. Le 31 décembre 1862, se tient au Tremont Temple (en) de Boston, une assemblée représentative d'abolitionnistes blancs comme afro-américains, y sont présents parmi d'autres : Frederick Douglass, William Lloyd Garrison, Harriet Beecher Stowe, William Wells Brown, Charles Bennett Ray (en), tous sont au courant du contenu et de la date de la proclamation présidentielle et prient pour son succès. Le 1er janvier 1863, Abraham Lincoln signe la Proclamation d'émancipation. Si cette proclamation est une avancée certaine, elle mécontente des élus abolitionnistes car elle ne prévoit pas l'accès à la citoyenneté américaine pour les affranchis. La proclamation déclenche un séisme dans les états du Sud, les esclaves fuient par dizaines de milliers, privant l'économie du sud d'une force de travail majeure. Au fur et à mesure que les lignes avancent dans les états du Sud, les esclaves s'enfuient des plantations et de leurs divers lieux de travail. Divers propriétaires d'esclaves se plaignent des actes de désertion ou d'insubordination et craignant des actes de représailles, beaucoup renonce à sanctionner ces actes. Dans certains endroits, les propriétaires rejoignent les troupes de l'Union pour demander leur protection, tellement ils craignent des insurrections vengeresses sanglantes. Au contraire dans l’Alabama ou la Géorgie des Afro-Américains sont pendus par mesure de prévention de risque d'insurrection. Or les cas d'insurrection furent marginaux, les Afro-Américains étant surtout désireux de garantir leur avenir de personnes libres.

### LeXIIIeamendement
Quand le 9 avril 1865, les armées confédérées déposent les armes, c'est la victoire du Nord sur le Sud, mais aussi la victoire de la Constitution qui met fin à toute légitimité du droit à faire sécession, et enfin d'un repositionnement de la souveraineté de l'autorité fédérale. Lincoln est conforté dans sa politique abolitionniste après sa Proclamation d'émancipation, il va pouvoir conclure cette guerre civile par le XIIIe amendement. Amendement qui sera l'aboutissement de toutes les luttes abolitionnistes menées par les Blancs et par les Afro-américains depuis la création de la Pennsylvania Abolition Society à Philadelphie le 14 avril 1775 et par un renversement de situation du pouvoir économique.

#### Rappel
Lors de l'élaboration de la Constitution américaine ce sont les propriétaires des États du Sud qui sont prospères grâce, entre autres, à leur production cotonnière et qui ont pu imposer leur droit à posséder des esclaves contre l'avis de Pères de la Nation comme Benjamin Franklin. Mais depuis, le Nord s'est industrialisé et s'est enrichi alors que le Sud basé sur une économie agrarienne et latifundiaire, est menacé par les productions cotonnières du Mexique,,,. Face à un Sud conservateur sur le déclin, de plus en plus d'Américains considèrent l'esclavage comme inhumain et surtout incompatible avec les concepts de liberté publique et de liberté individuelle. Cette contradiction entre les valeurs américaines et l'esclavage est souligné par le compagnon de route d'Alexis de Tocqueville lors de son voyage aux États-Unis, Gustave de Beaumont, qui dans son roman Marie ou l'esclavage aux États-Unis, tableau de mœurs américaines édité en 1840 souligne la contradiction entre un pays qui se revendique comme étant le modèle de la Démocratie et un pays où l'esclavage massif existe, où les esclaves sont privés de toutes les libertés et droits politiques, civils, naturels. La puissance des états du Nord abolitionnistes fait redouter que ceux-ci utilisent le pouvoir fédéral pour imposer son contrôle sur les états du Sud esclavagistes. La question de l'esclavage se redouble d'une question de droits des États vis-à-vis du Congrès de Washington. Le conflit politique et juridique sur l'esclavage s'intensifie jusqu'au milieu du XIXe siècle, les pamphlets se multiplient et les sudistes ont bien du mal à justifier l'esclavage. Les tensions trouvent leur dénouement avec la guerre de Sécession.

#### La nécessité duXIIIeamendement
La proclamation d'émancipation est une décision de guerre et juridiquement elle n'est qu'une proclamation présidentielle, pour être effective de façon permanente, il faut qu'elle se transforme soit en loi du Congrès soit en amendement, dans le contexte et vu le changement de droits que cela entraînait, il était nécessaire que l'abolition de l'esclavage devienne un amendement. Le 8 avril 1864, le Sénat vote la proposition puis le 31 janvier 1865, la Chambre des représentants adopte l’amendement après des débats houleux. Le Congrès ayant voté l'amendement il est présenté à Abraham Lincoln qui le signe pour promulgation le 1er février 1865. Ce n'est qu'une première étape, il faut qu'il soit ratifié pas les trois quarts des États. Lincoln ne verra pas la ratification car il est assassiné le 15 avril 1865, la ratification est obtenue le 6 décembre 1865,,,.

### L'ère de la reconstruction

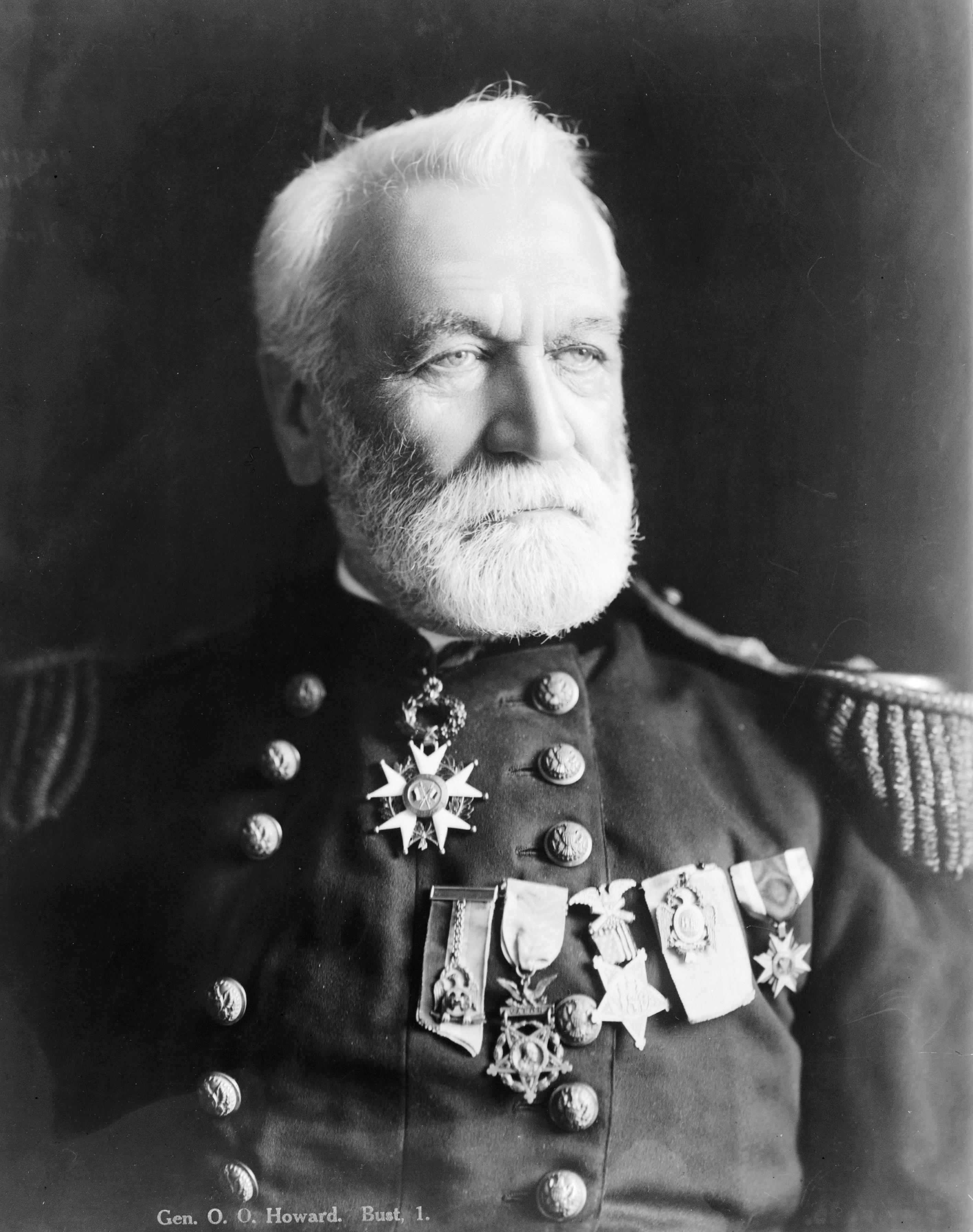
Général Oliver Otis Howard

La reddition du Général Lee est un moment décisif pour les Afro-Américains qui vont enfin tourner la page de l'esclavage commencée il y a 250 ans. Cette défaite du Sud est aussi la victoire des sudistes conscients que leur système économique basé sur l'esclavage les menait à une récession économique et à une stérilisation culturelle et intellectuelle. Avec la fin de la guerre, c'est une nouvelle ère qui s'ouvre pour les États-Unis, de nouvelles organisations sociales et économiques et l'essor de nouvelles technologie et industries. Cela commence par la reconstruction d'un Sud dévasté et ruiné, qui ne peut être réalisé de façon locale mais de façon fédérale. Se pose également le problème de l'insertion socio-économique des quatre millions d'anciens esclaves, dont la majorité est illettrée. Cette nouvelle ère qui va durer de 1865 à 1877 porte le nom d'ère de la Reconstruction (Reconstruction Era),,,. En avril 1865, Andrew Johnson succède à Abraham Lincoln. Sa première tâche est de mettre en place des dispositifs permettant la réintégration des états sécessionnistes au sein de l'Union. Il amnistie les Blancs du Sud qui récupèrent ainsi leurs droits constitutionnels. Cette amnistie ne concerne ni les riches planteurs esclavagistes, ni les leaders politiques et militaires de l'ex-Confédération. Le 3 mars 1865, sous l'impulsion du général Oliver Otis Howard, pour assurer l'insertion sociale, professionnelle et politique des anciens esclaves, est créé une agence fédérale : le Bureau des réfugiés, des affranchis et des terres abandonnées. Cette agence fournit vêtements et alimentation aux Afro-Américains, mais aussi et surtout construit plus de 1 000 écoles à destination des Afro-Américains et dépense plus de 400 000 $ pour contribuer au développement des universités historiquement noires,,,,.

### Les Black Codes
Dès que les sudistes acceptent leur réintégration dans l'Union, ils se posent le problème du contrôle des Afro-Américains, à savoir comment limiter leurs droits tout en respectant le XIIIe amendement. C'est ainsi que naissent de façon locale, comme le leur autorise la loi, des règlements locaux : les Black Codes. Ces réglementations réduisaient fortement l'accès à l'emploi des Afro-Américains, les cantonnant à ceux d'ouvriers agricoles ou de domestiques ; ils n'avaient ni le droit de vote, ni aucun droit civique, n'étant pas considérés comme des citoyens. Par exemple, en Caroline du Sud, les employés afro-américains devaient se montrer dociles, silencieux, ordonnés et logés au domicile de leurs employeurs, toute incartade pouvant être sanctionnée par la flagellation. Ils ne peuvent ester en justice contre des Blancs et encore moins être juré. Tout emploi autre que celui d'ouvrier agricole ou de domestique devait être conditionné à l'obtention d'une licence accordée par un tribunal,.

### LeXIVeamendement
Ces Black Codes ne sont qu'une adaptation des anciens Slaves Codes, les Républicains y voient un retour sournois à la situation d'avant la Guerre de sécession. De plus le XIIIe amendement n'avait pas aboli l'arrêt de la Cour suprême concernant l'affaire Scott v. Sandford qui avait jugé qu'un Afro-Américain dont les ancêtres ont été amenés aux États-Unis et vendus comme esclaves, qu'il soit réduit en esclavage ou libre, ne pouvait être un citoyen américain et ne pouvait pas exercer une action en justice devant les tribunaux fédéraux, et que le gouvernement fédéral n'avait pas le pouvoir de réglementer l'esclavage dans les territoires fédéraux acquis après la création des États-Unis,,.
Pour l'abolir et permettre l'accès des Afro-Américains à la citoyenneté américaine, le sénateur de l'Illinois Lyman Trumbull présente le Civil Rights Act de 1866 qui définit la citoyenneté américaine avec les droits civiques qui y sont attachés, incluant les Afro-Américains émancipés par le XIIIe amendement et garantissant l’égalité des droits civiques pour tous. Il est adopté par le Congrès le 9 avril 1866,,,. C'est la première étape qui va conduire à l'adoption du Quatorzième amendement qui donnera l'égalité des droits civiques aux Afro-Américains et plus généralement à toute personne née ou naturalisée aux États-Unis et interdisant toute restriction à ce droit. Le représentant de l'Ohio, John Bingham dépose le projet d’amendement au mois de mars 1866,, il est principalement soutenu par Thaddeus Stevens et Charles Sumner, le XIVe amendement est adopté par le Congrès le 18 juin 1866 puis ratifié le 9 juillet 1868. Et pour éviter que les esclavagistes puissent revenir au pouvoir le XIVe amendement interdit aux anciens élus et militaires qui ont soutenu la Confédération de se présenter au Sénat ou à la Chambre des représentants ou à toute charge fédérale. Cet amendement est jugé imparfait par les républicains les plus engagés dans la cause abolitionniste car il laisse de côté le droit de vote des Afro-Américains qui fera l'objet du XVe amendement,,.

### LeXVeamendement

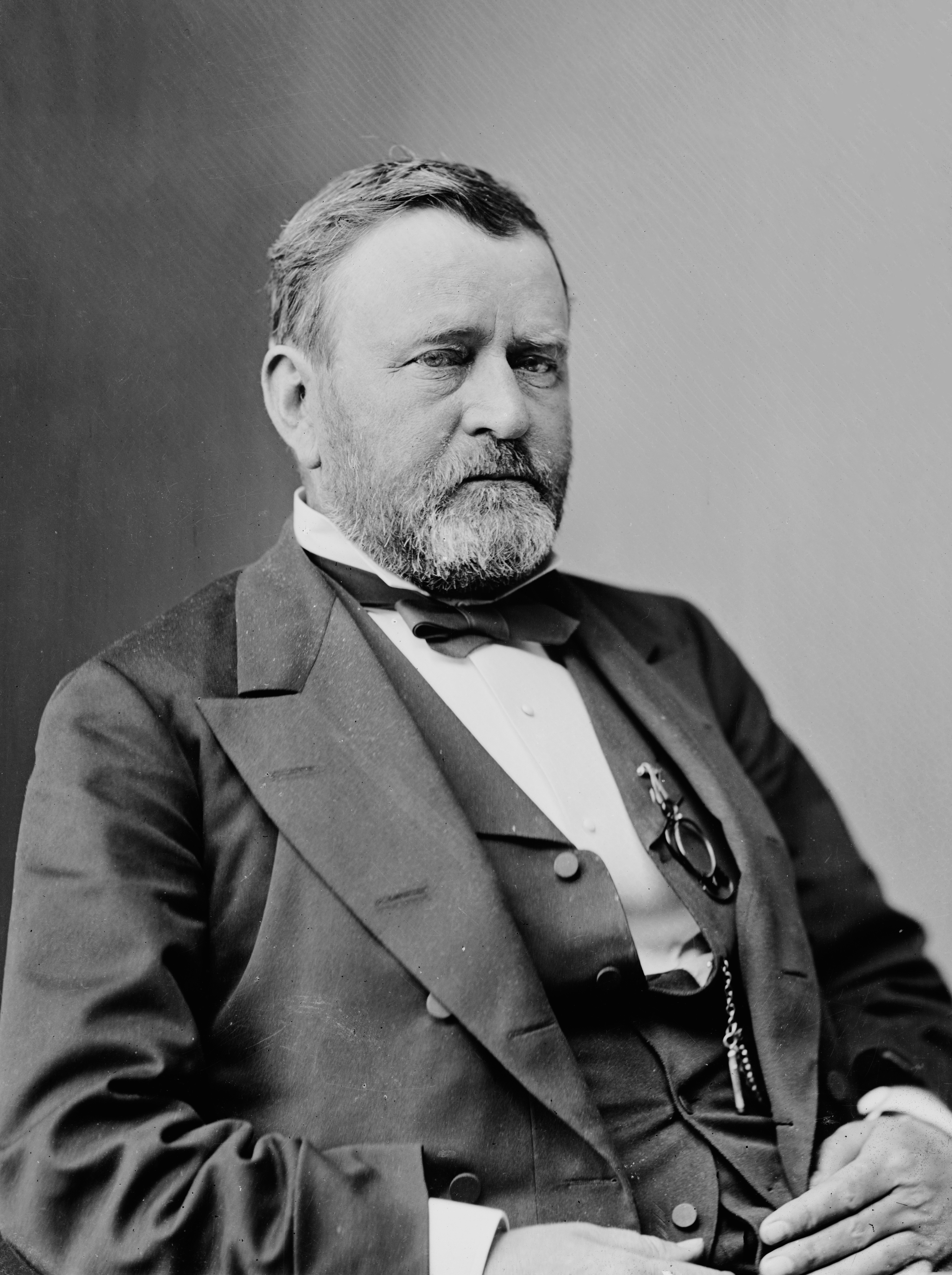
Ulysses S. Grant

Cet amendement va s'imposer avec l'émergence du Ku Klux Klan,, qui sous la direction de Nathan Bedford Forrest, ex-général de cavalerie de l'armée confédérée et ancien marchand d'esclaves, va mener des actions terroristes contre les Afro-Américains et les Blancs qui les soutiennent de 1867 à 1871. Forrest sillonne les États du Sud pour y tenir des réunions et saboter les réunions électorales des Républicains. Chacune de ses apparitions est suivie d'une vague de violences contre les Afro-Américains. Les membres du KKK font irruption dans leurs maisons pour les fouetter ou les assassiner en les pendant aux arbres ou les brûlant vifs dans des cages. Certaines femmes enceintes sont éventrées et des hommes castrés. Les Blancs du Bureau des réfugiés qui instruisent les Afro-Américains sont également visés par le Ku Klux Klan ainsi que les carpetbaggers. On estime que lors de cette campagne présidentielle, le KKK a assassiné ou blessé plus de 2 000 personnes rien qu'en Louisiane. Au Tennessee, de juin à octobre 1867, il est fait part de vingt cinq meurtres, de quatre viols et de quatre incendies. Sous la pression de la terreur, les comtés de Giles et de Maury se sont vidés de leurs habitants afro-américains et blancs loyaux au gouvernement fédéral. Ces opérations terroristes ont un but empêcher les Afro-Américains et les Blancs loyalistes de pouvoir voter ni même de s'inscrire sur les listes électorales,,,,,,. Les actions terroristes du Klan atteignent un summum d'audace, quand le 18 mai 1870, une bande de membres du Klan font irruption dans le palais de justice du comté de Caswell, et poignardent à mort le sénateur républicain John W. Stephens pour ensuite aller molester et injurier sa famille,. D'autres élus Républicains sont assassinés : le représentant James Martin, le sénateur de la Caroline du Sud Benjamin F. Randolph, les représentants Benjamin Inge, Richard Burke.
Le 4 mars 1869, Ulysses S. Grant prend ses fonctions de Président des États-Unis. Bien décidé à en finir avec les exactions du Klan, il lance, pour parachever les Reconstruction acts, le processus qui aboutit à l'adoption du Quinzième amendement de la Constitution des États-Unis, qui garantit le droit de vote des Afro-Américains, amendement qu'il signe le 30 mars 1870 en proclamant « C'est l'événement le plus important qui soit arrivé depuis la naissance de la nation [...] c'est une révolution aussi grande que celle de 1776 », l'amendement est ratifié le 3 février 1870,,,. Parallèlement pour compléter le Quinzième amendement, le 31 mai 1870, le Congrès vote le premier des Enforcement Acts, comme celui de 1870, pour protéger les Afro-Américains des violences qu'ils subissent et garantir leurs droits constitutionnels. Cette première loi interdit la discrimination pratiquée par les officiers d'état civil pour l'inscription des Afro-Américains sur les listes électorales et prévoit le recours à l'United States Marshals Service, voire à l'armée en cas de fraudes ou d'intimidations physiques. Le 20 avril 1871, le Ku Klux Klan Act (en) est voté au Congrès des États-Unis pour abolir l'organisation terroriste. Plusieurs milliers de membres du KKK sont arrêtés. La plupart sont libérés, faute de témoins, de preuves. Le Klan en tant qu'organisation active disparaît rapidement. Il est officiellement interdit en 1877,. D'autres organisations comme la White League sont alors créées par d'anciens membres du Klan. Elles continuent de mener des campagnes de lynchage et de terreur, mais elles n'ont ni l'importance et ni l'influence du Ku Klux Klan original,,. Après la période de la Reconstruction, la plupart des institutions des anciens États confédérés repassent sous le contrôle des Sudistes racistes et à défaut de pouvoir rétablir l'esclavage vont instaurer la ségrégation raciale par les lois Jim Crow.

## Les prémices de l'arrêt Plessy v. Ferguson

### Les lois Jim Crow
Pour entraver les nouveaux droits des Afro-Américains les États du sud utilisent deux dispositifs, le premier est un dispositif d'intimidation par le terrorisme avec le Ku Klux Klan (KKK), l'autre légal, réglementaire : les lois Jim Crow issues des Black Codes,. Ces lois dites Jim Crow désignent les différentes lois que les États du Sud et d'autres ont mis en place pour entraver l'effectivité des droits constitutionnels des Afro-Américains, elles commencent en 1877 et seront abolies dans la fin des années 1960 avec l'adoption de différents lois fédérales mettant fin à la ségrégation raciale sur l'ensemble du territoire des États-Unis : le Civil Rights Act de 1964, le Voting Rights Act de 1965 et le Civil Rights Act de 1968.
Le terme Jim Crow trouve son origine dans la culture populaire américaine par une chanson de 1828, Jump Jim Crow , imitation caricaturale et raciste d'un esclave afro-américain créée par l'auteur Thomas Dartmouth « Daddy » Rice (1808–1860).

### Ségrégués de la naissance à la mort
Les lois Jim Crow limitent l'ensemble de la vie sociale, économique et politique des Afro-Américains de leur naissance jusqu'à leur mort. En rajoutant, à la ségrégation, des restrictions aux droits à la propriété, à établir son entreprise, à l'éducation, à se marier en dehors de sa "race", les interactions avec les blancs sont limitées au strict nécessaire professionnel. Ces lois s'appliquent d'autant plus facilement que les juges et les forces de polices sont des Sudistes acquis aux thèses racistes et ségrégationnistes qui invalident tout recours, toute contestation. Pour éliminer le poids du vote des Afro-Américains dans les élections, quand le terrorisme du Klan ou de la White League est jugé insuffisant, dans certains comtés une taxe est créée pour avoir le droit de vote, puis se généralisent les tests pour vérifier l'aptitude intellectuelle à voter. Les questions sont d'une difficulté inhabituelle comparées à celles posées au Blancs, par exemple être capable de réciter la Constitution et ses différents amendements, ou bien les questions sont absurdes du genre « How many angels can dance on the head of a pin / Combien d'anges peuvent-ils danser sur la pointe d'une épingle ? »  ou « How many bubbles in a soap bar / Combien de bulles peut-on faire avec une savonnette ? ». Seule une minorité d'Afro-Américains arrive à voter et quand elle le fait, souvent, les représailles tombent, au mieux le fouet, au pire la pendaison sommaire ou l'exécution des votants et de leur famille,,,,.

### L'arrêtHall v. DeCuiret la légalisation de la ségrégation
Les Lois Jim Crow vont pouvoir légalement se développer grâce à un arrêt de la Cour suprême. Tout commence sur un bateau à vapeur le Governor Allen qui relie La Nouvelle Orléans dans la Louisiane à Vicksburg dans le Mississippi. Monsieur Benson, propriétaire et capitaine du bateau entre en conflit avec l'une de ses passagères madame DeCuir, une Afro-Américaine. Cette dernière, pour se reposer, désire utiliser une cabine réservée aux Blancs, Benson le lui interdit, il lui dit qu'elle doit se rendre dans la galerie des cabines réservées aux personnes de couleur. Or, cette injonction ségrégative est contraire au XIVe amendement ratifié par la Louisiane, d'autant plus que le bateau, naviguant sur le Mississippi et donc traversant plusieurs États, son règlement ne saurait dépendre des diverses lois ségrégationnistes édictées par les états traversés mais des seules décisions du Congrès de Washington. Pour savoir si la décision de la compagnie fluviale est constitutionnelle, monsieur Hall, qui reprend le litige après le décès du capitaine Benson, présente en 1870 l'affaire à la Cour suprême, c'est le cas Hall v. DeCuir. En 1877, la Cour suprême rend enfin son arrêt. Dans ses attendus, la Cour suprême constate que le Mississippi traverse des États dont certains n'ont pas ratifié le XIVe amendement, donc en toute logique, une compagnie de transport inter-États devrait se soumettre à différentes lois contradictoires, ainsi selon l'État traversé la discrimination ira jusqu'à refuser l’accès d'une personne de couleur, selon un autre ce sera la mixité et enfin dans un dernier cas la ségrégation. Devant ce qui apparaît comme une entrave à la libre circulation des entreprises de transports en commun, la Cour suprême arrête qu'à partir du moment où une compagnie de transport en commun ouvre le même service à ses clients blancs comme de couleur mais dans des compartiments, des cabines, des places séparées, cela est conforme à la Constitution. Cet arrêt ouvre la porte à la ségrégation raciale et aux différentes lois Jim Crow qui vont imposer la ségrégation non seulement dans les transports en commun (bateaux, trains, diligences, etc.) mais dans l'ensemble des espaces et des services publics comme les écoles, les restaurants, les toilettes, les hôpitaux, les églises, les bibliothèques, les manuels scolaires, les salles d'attente, les salles de spectacles, les logements, les prisons, les pompes funèbres, les cimetières, un peu partout dans le sud vont fleurir des panneaux For White Only et anticipe le principe « separate but equal » qui sera la doctrine ségrégationniste qui découlera de l'arrêt Plessis v. Ferguson,,,,.

## L'arrêt Plessy v. Ferguson

### L'affaire

#### Le Separate Car Act
À la suite de  la suite de l'arrêt Hall v. DeCuir, la Législature de l'État de Louisiane vote en 1890 une loi le Separate Car Act qui exigeait auprès des compagnies ferroviaires d'établir des wagons ou des compartiments séparant les Blancs des gens de couleur au nom du principe « égaux mais séparés ». Face à cela, un groupe de notables de couleurs de La Nouvelle Orléans dont fait partie Homer Plessy, sont convaincus que la ségrégation raciale du Separate Act est contraire à la constitution américaine. Ils se donnent pour mission de le démontrer et forment pour cela un groupe ad'hoc le Citizens' Committee to Test the Constitutionality of the Separate Car Law (« Comité de citoyens pour tester la constitutionnalité de la loi sur les wagons ségrégués »),,.

#### Organiser le test de la constitutionnalité
Le comité choisit pour ce test Homer Plessy, car son métissage fait qu'il peut se faire passer pour un blanc, qu'il n'y a pas en lui, selon la règle de l'unique goutte de sang, la présence de « sang d'homme de couleur »,,.
Le 7 juin 1892, il se rend à la gare de Press Street Station de La Nouvelle Orléans prendre le train à destination de Covington deux villes de la Louisiane et s'installe dans une voiture de première classe réservée aux Blancs. Au cours du voyage, il fait savoir à l'entour et au contrôleur du train qu'il est une personne de couleur et qu'il s'est installé dans un wagon réservé aux Blancs. Le contrôleur lui intime l'ordre de s'installer dans un wagon réservé aux gens de couleur, mais Homer Plessy rejoint délibérément la voiture réservée aux Blancs. Homer Plessy est débarqué du train et remis aux autorités pour violation du Separate Act. Sa caution est payée par le comité, Homer Plessy retourne chez lui en attendant la date du procès,.

#### Le procès
Le cheminement légal de l'affaire est complexe. Plessy est poursuivi devant la cour de district de la Nouvelle Orléans, qui relève du pouvoir judiciaire de la Louisiane, et non de celui des États-Unis. Le juge John Howard Ferguson préside à l'affaire. La défense de Plessy s'appuie sur son apparence d'homme blanc et affirme que la décision de l'État de Louisiane de le traiter comme un Noir le prive de ses droits, en l'espèce sa « réputation d'homme blanc », privation de propriété qui est une violation de la clause de due process du XIVe amendement. Plessy refuse d'ailleurs de répondre, devant le tribunal, à la question de sa race. À ce stade de la procédure, ce n'est pas la ségrégation en totalité qui est contestée. Les adversaires de la ségrégation, qui sont derrière la défense de Plessy, peuvent espérer une victoire totale, avec l'invalidation par les tribunaux de la ségrégation, mais le choix de Plessy comme « victime » laisse aussi la porte ouverte à une demi-victoire, d'un coup sérieux portée à la ségrégation en rendant la situation des métis si confuse que la loi serait difficile à appliquer. Alors que l'affaire est en cours devant le juge Ferguson, Plessy demande à la Cour suprême de Louisiane un « ordre de prohibition » (writ of prohibition) enjoignant au juge Ferguson de cesser les poursuites contre lui, au vu de l'inconstitutionnalité de la loi sur laquelle elles s'appuient. Le nom de Ferguson comme partie à l'affaire est donc tout à fait technique et sans importance réelle. L'affaire au fond est Louisiane contre Plessy. La Cour suprême de Louisiane, en accord avec le juge Ferguson, rejette la demande, et affirme la constitutionnalité du Separate Car Act quand il s'applique à des transports qui ne franchissent pas les frontières de l'État.

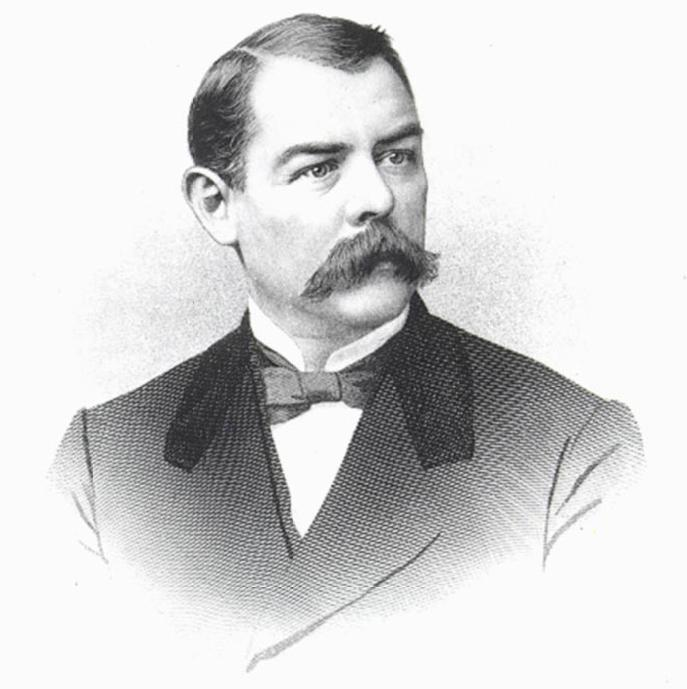
Albion W. Tourgée.

#### L'appel
Homer Plessy en appelle à la Cour suprême des États-Unis. La défense de Homer Plessy présente deux mémoires juridiques devant la Cour suprême. Le premier est signé par Albion W. Tourgée et James C. Walker et le second par Samuel F. Phillips (en) et F.D. McKenney. Les plaidoiries, menées successivement par Tourgée et Phillips, ont lieu le 13 avril 1896.

### L'arrêt
La décision de la Cour, rendue le 18 mai 1896, est obtenue par sept voix contre une (un des neuf juges n'ayant pas participé aux débats). Elle est en défaveur de Plessy.

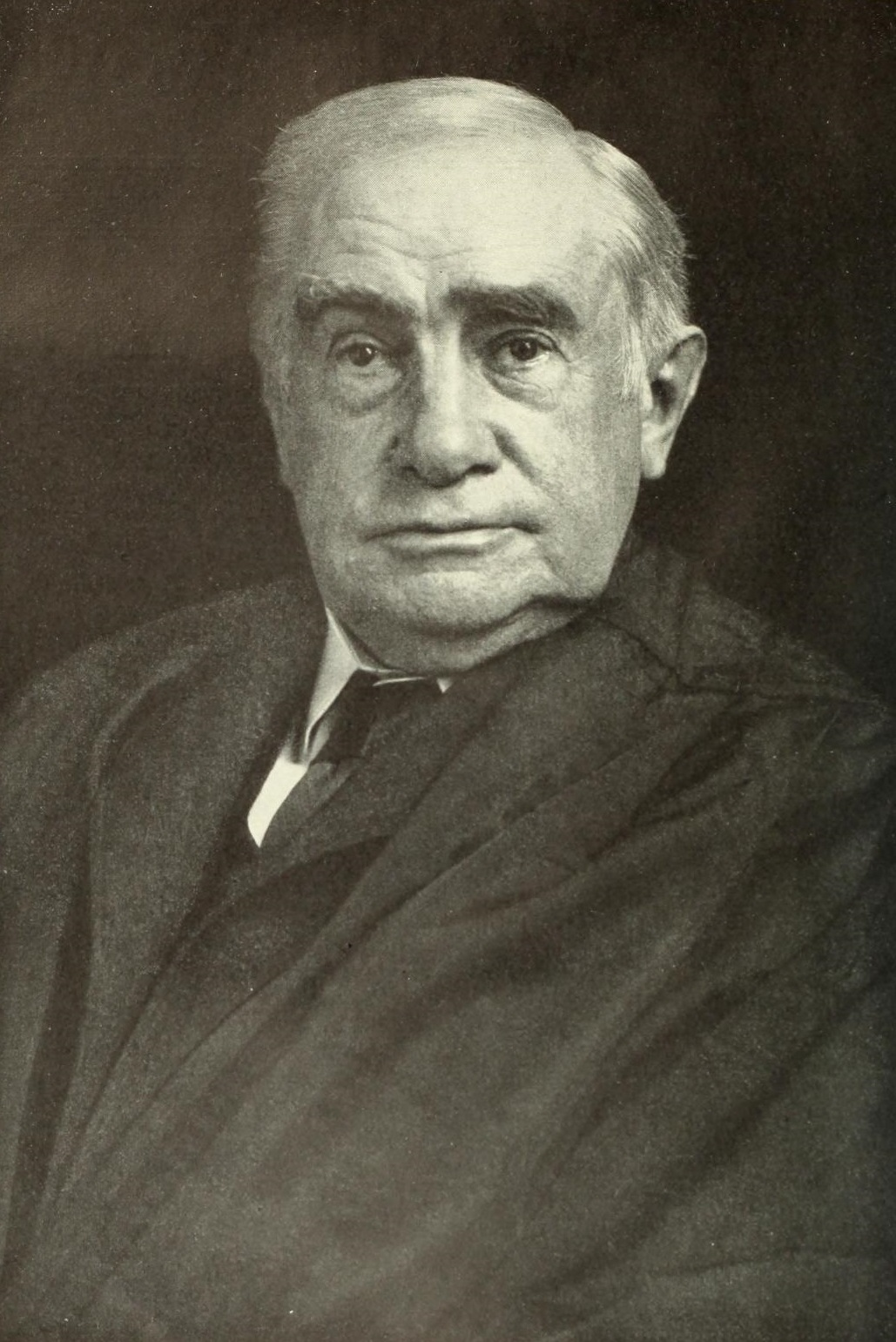
Portrait photographique du juge Henry Billings Brown.

L'opinion de la Cour est rédigée par le juge Henry Billings Brown (en). Elle écarte d'abord toute référence au XIIIe amendement. Le XIIIe amendement abolit l'esclavage. Il ne s'applique pas au-delà, notamment pas à de simples discriminations raciales. S'il en était autrement, ni les Civil Rights Acts, ni le XIVe amendement n'auraient été nécessaires. Le juge Brown écrit même « nous ne comprenons pas l'insistance du plaignant à s'appuyer sur le XIIIe amendement ». L'interprétation faite ici du XIIIe amendement est habituelle. Si cet amendement réalise l'abolition immédiate de l'esclavage, ce n'est que rarement que la Cour en accepte des interprétations plus larges, décidant par exemple que la loi ne peut imposer un travail forcé en paiement d'une dette, ou pénaliser la non-exécution d'un contrat de travail, simple faute civile. En 1968 cependant, la Cour ouvre la porte à une interprétation plus large, au moins de la clause de compétence du Congrès, lui permettant de s'opposer à des discriminations (qui plus est d'origine privée, ici le refus de la vente d'un bien immobilier) en cela qu'elles sont la marque de séquelles de l'esclavage. Incidemment, la Cour laisse ouverte la possibilité que l'amendement seul (sans que le Congrès n'ait à légiférer) puisse avoir des effets autres que la seule abolition de l'esclavage. C'est cependant le XIVe amendement qui reste le principal fondement de la déségrégation.
Le juge Brown aborde ensuite le XIVe amendement. Il note que « l'objet de l'amendement est sans aucun doute d'imposer une totale égalité des deux races devant la loi. Mais de par la nature des choses, il ne peut avoir voulu abolir les distinctions fondées sur la couleur, imposer une égalité sociale par opposition à politique, ni le mélange (comingling) des deux races selon des termes qui ne seraient satisfaisants pour aucune. Les lois permettant ou même imposant leur séparation, dans les lieux où elles pourraient entrer en contact n'implique pas l'infériorité d'une des races par rapport à l'autre et ont généralement, sinon universellement, été reconnues comme relevant de la compétence des législatures des États, dans l'exercice de leur pouvoir de police ». En appui, il cite les lois imposant la ségrégation dans les écoles, validées « même par les tribunaux des États qui ont garanti les droits des Noirs avec le plus d'empressement, et le plus d'ancienneté » (la Cour suprême les déclarera inconstitutionnelles en 1954 avec l'arrêt Brown v. Board of Education). Il cite aussi les lois interdisant les mariages mixtes dans divers États qui « bien que constituant techniquement des entraves à la liberté de contrat, ont été universellement reconnues comme relevant du pouvoir de police des États » (la Cour suprême y met fin par l'arrêt Loving v. Virginia en 1967). Il cite ensuite plusieurs affaires récentes tendant à valider la ségrégation. À la défense de Plessy, qui imagine quantité de lois déraisonnables qui pourraient être faites en s'appuyant sur les mêmes principes (séparer les gens selon la couleur des cheveux, faire que les Blancs peignent leur maison en blanc, et que les Noirs la peignent en noir), il répond que les pouvoirs de police de l'État doivent s'exercer raisonnablement et que les tribunaux y veillent. En l'espèce, la loi est raisonnable, se fondant sur les traditions du peuple, sa volonté, l'agrément de chacun et de la tranquillité publique.
Enfin, il traite la question de la réputation de Plessy en tant que Blanc, réputation que Plessy assimile à une propriété, protégée par la constitution : « l'argument suppose nécessairement que la séparation imposée des deux races mette une marque d'infériorité sur la race colorée. S'il en est ainsi, ce n'est pas en raison de quoi que ce soit qu'on puisse trouver dans la loi, mais seulement en raison de l'interprétation que la race colorée choisit d'en faire. L'argument suppose aussi que la loi pourrait venir à bout des préjugés sociaux, et que des droits égaux pour les Noirs ne pourraient être assurés qu'en imposant l'intégration des deux races. Nous ne pouvons accepter cette proposition. Si les deux races doivent se rencontrer socialement à égalité, ce sera à la suite de l'appréciation mutuelle de leurs mérites, et du consentement volontaire des individus. Ces fins ne peuvent être atteintes, ni approchées par des lois qui  vont à l'encontre du sentiment général de la communauté à laquelle elles s'appliquent ».

### L'opinion dissidente du Juge Harlan

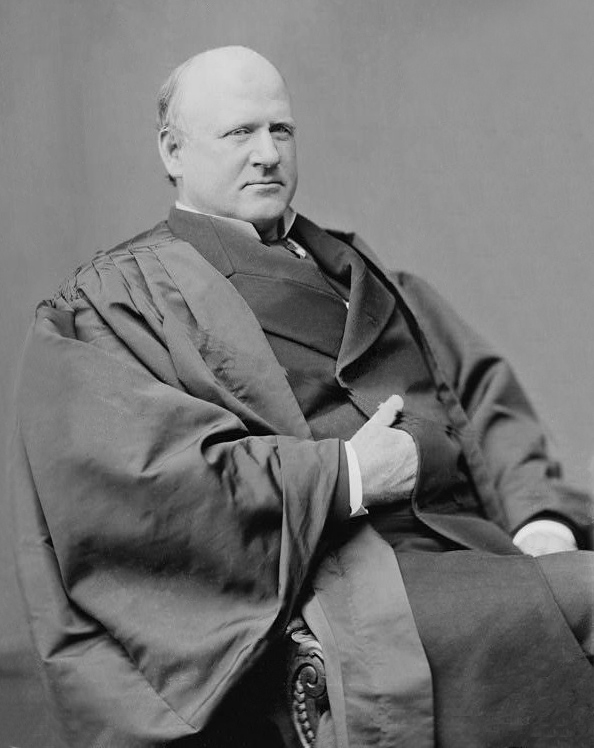
John Marshall Harlan.

Le juge John Marshall Harlan se prononce, seul, contre la décision, comme il l'avait fait en 1883 en défendant seul la constitutionnalité du Civil Rights Act de 1875. Selon l'usage, il rédige une opinion expliquant son désaccord (dissenting opinion). Quoique sans valeur légale, cette opinion préfigure l'interprétation moderne du XIVe amendement et le démantèlement de la ségrégation, en particulier à partir de l'arrêt Brown v. Board of Education (1954). Il est notable que Harlan, seul juge de la Cour suprême à s'opposer à la ségrégation dans les deux principales décisions qui la légalisent, soit originaire d'un État esclavagiste (mais n'ayant pas rejoint les États confédérés), le Kentucky, et ait été propriétaire d'esclaves avant la guerre.
Le juge Harlan remarque d'abord que la loi interdit à une personne noire et une personne blanche qui désireraient voyager ensemble de le faire. Cependant, « si apparente que soit l'injustice de cette loi, nous devons seulement examiner si elle est constitutionnelle ».
À cet égard, il note d'abord que le chemin de fer est une voie publique (public highway), cela bien que la compagnie qui le possède soit privée. Ainsi, le raisonnement des Civil Rights Cases ne peut s'appliquer. Il affirme ensuite que « la constitution des États-Unis ne permet pas à quelque autorité publique que ce soit de connaître de la race de ceux qu'elle doit protéger dans la jouissance de leurs droits ». Sur le XIIIe amendement, il défend l'interprétation la plus large, déclare qu'il a « non seulement mis fin à l'esclavage, mais aussi interdit l'instauration de toute obligation ou incapacité (burden or disabilities) qui serait une marque (badge) de la servitude ». À propos du XIVe amendement, il rappelle la décision Strauter v. West Virginia de 1879, qui rejetait une loi excluant les Noirs des jurys : « les mots du XIVe amendement interdisent, mais ils contiennent l'implication d'un droit positif, inestimable pour la race colorée, celui d'être exempt de toute législation inamicale à son encontre, en tant que race colorée » (la Cour, dans son opinion, distingue égalité politique et égalité sociale, et refuse le parallèle avec Strauter). Il rejette le raisonnement selon lequel la loi de la Louisiane « ne constitue pas une discrimination, mais offre des conditions égales aux citoyens des deux races. Chacun sait que l'intention de cette loi n'est pas d'exclure les Blancs des voitures des Noirs, mais bien les Noirs des voitures des Blancs ».
Le texte prend ensuite un tour plus politique, défend la nécessité d'une société racialement intégrée, et reproche à la Cour de rendre un arrêt qui s'avérera « aussi pernicieux que la décision de ce tribunal dans l'affaire Dred Scott ». Sa conclusion annonce ce que sera, beaucoup plus tard, la base légale de la déségrégation :
« Mon opinion est que la loi de la Louisiane est incompatible avec la liberté personnelle des citoyens, Blancs comme Noirs, de cet État et contraire tant à la lettre qu'à l'esprit de la constitution des États-Unis. Si d'autres lois de même nature devaient voir le jour dans d'autres États de l'Union, l'effet en serait des plus nocifs. L'esclavage comme institution tolérée par la loi aurait, c'est vrai, disparu de notre pays ; mais il resterait aux États le pouvoir, par une législation sinistre, d'interférer avec la pleine jouissance de la liberté, de réguler les droits civiques communs à tous les citoyens sur la base de leur race, de tenir dans une infériorité légale un grand nombre de citoyens américains qui forment maintenant une partie de notre communauté politique, appelée le “Peuple des États-Unis”, pour lequel et par lequel, à travers ses représentants, notre gouvernement existe. Un tel système est incompatible avec la garantie, donnée par la constitution à chaque État, d'une forme républicaine de gouvernement et il peut y être mis fin par l'action du Congrès ou des tribunaux dans l'accomplissement de leur devoir solennel de faire appliquer la loi suprême du pays, nonobstant toute disposition contraire de la Constitution ou des lois de l'un quelconque des États. »

## Pour approfondir

#### Notices dans des encyclopédies et / ou des manuels de références
- (en-US) John W. Johnson (dir.), Historic U.S. Court Cases : An Encyclopedia, vol. 2 : Race, Gender, Sexual Orientation and Disability, New York, Routledge (réimpr. 2001) (1re éd. 1992), 1093 p. (ISBN 9780415930192, lire en ligne), p. 624-628,
- (en-US) Maureen Harrison (dir.), Landmark Decisions of the United States Supreme Court IV, La Jolla, Californie, Excellent Books (réimpr. 2011) (1re éd. 1994), 228 p. (ISBN 9780962801471, lire en ligne), p. 75-104,
- (en-US) Shelley Fisher Fishkin & David Bradley (dir.), Encyclopaedia of Civil Rights in America, vol. 2 : Equal Rights Amendment--Presidency, U.S, Armonk, état de New York, Sharpe Reference / Routledge, 31 octobre 1997, 721 p. (ISBN 9780765680006, lire en ligne), p. 686-687,
- (en-US) John A. Garraty (dir.), American National Biography, vol. 17 : Park - Pushmataha, New York, Oxford University Press, USA, 1er janvier 1999, 952 p. (ISBN 9780195127966, lire en ligne), p. 595-596. ,
- (en-US) Paul Finkelman & Melvin I. Urofsky (dir.), Landmark Decisions of the United States Supreme Court, Washington, district de Columbia, CQ Press, 1er mai 2002, 695 p. (ISBN 9781568027203, lire en ligne), p. 114-115,
- (en-US) Colin A. Palmer (dir.), Encyclopedia Of African American Culture And History : The Black Experience In The Americas, vol. 4 : M-P, Detroit, Michigan, Macmillan Reference USA, 16 décembre 2005, 1877 p. (ISBN 9780028658162, lire en ligne), p. 1786-1787,
- (en-US) Otis H. Stephens Jr. (dir.), Encyclopedia of American Civil Rights and Liberties, vol. 2 : H-R, Westport, Connecticut, Greenwood Press, 30 septembre 2006, 903 p. (ISBN 9780313327582, lire en ligne), p. 734-735,
- (en-US) Henry Louis Gates Jr. (dir.), African American National Biography, vol. 6 : Moore, Lenny-Romain, New York, Oxford University Press, USA, 18 février 2008, 688 p. (ISBN 9780195160192, lire en ligne), p. 372-373,
- (en-US) Paul Finkelman (dir.), Encyclopedia of African American History, 1896 to the Present : From the Age of Segregation to the Twenty-First Century, vol. 4 : O-T, New York, Oxford University Press, USA, 2 février 2009, 509 p. (ISBN 9780195167795, lire en ligne), p. 90-91,
- (en-US) Magill's Choice : U.S. Court Cases, vol. 2 : Geofroy v. Riggs - Richmond v. J.A. Croson Co, Pasadena, Californie, Salem Press, 13 août 2010, 891 p. (ISBN 9781587656729, lire en ligne), p. 835-840,
- (en-US) Patrick L. Mason (dir.), Encyclopedia of Race and Racism, vol. 3 : J-R, Detroit, Michigan, MacMillan Reference Library, 28 février 2013, 517 p. (ISBN 9780028661773, lire en ligne), p. 321-324,

#### Essais
- (en-US) Charles A. Lofgren, The Plessy Case: A Legal-Historical Interpretation, New York, Oxford University Press, USA, 1 janvier 1997, rééd. 8 septembre 1988, 296 p. (ISBN 9780195056846, lire en ligne),
- (en-US) Brook Thomas, Plessy v. Ferguson : A Brief History with Documents, Boston, Massachusetts, Bedford/St. Martin's, 15 juillet 1996, 228 p. (ISBN 9780312137434, lire en ligne),
- (en-US) Harvey Fireside, Plessy V. Ferguson: Separate But Equal?, Springfield, New Jersey, Enslow Publishers, 1er juillet 1997, 136 p. (ISBN 9780894908606, lire en ligne),
- (en-US) Nathan Aaseng, Plessy vs. Ferguson : Separate But Equal, San Diego, Californie, Lucent Books, 1er juin 2003, 118 p. (ISBN 9781590182680, lire en ligne),
- (en-US) Keith Weldon Medley, We As Freemen : Plessy v. Ferguson, Gretna, Louisiane, Pelican Publishing Company, 28 avril 2003, 252 p. (ISBN 9781589801202, lire en ligne). ,
- (en-US) Harvey Fireside, Separate and Unequal: Homer Plessy and the Supreme Court Decision that Legalized Racism, New York, Carroll & Graf, 10 décembre 2003, rééd. 10 janvier 2005, 428 p. (ISBN 9780786714902, lire en ligne),
- (en-US) Wayne Anderson, Plessy v. Ferguson : Legalizing Segregation, New York, Rosen Publishing Group, 1er août 2003, 72 p. (ISBN 9781435836471, lire en ligne),
- (en-US) Mark Emory Elliott, Color-Blind Justice: Albion Tourgée and the Quest for Racial Equality from the Civil War to Plessy v. Ferguson, New York, Oxford University Press, 1er janvier 2006, 408 p. (ISBN 9780195181395, lire en ligne),
- (en-US) Tim McNeese, Plessy v. Ferguson : Separate But Equal, New York, Chelsea House Publications, 1er novembre 2006, 144 p. (ISBN 9780791092378, lire en ligne),
- (en-US) Amos Esty, Plessy v. Ferguson, Greensboro, Caroline du Nord, Morgan Reynolds Publishing, 26 juillet 2011, 120 p. (ISBN 9781599351827, lire en ligne),
- (en-US) Williamjames Hull Hoffer, Plessy v. Ferguson : Race and Inequality in Jim Crow America, Lawrence, Kansas, University Press of Kansas, 16 avril 2012, 242 p. (ISBN 9780700618460, lire en ligne),
- (en-US) Thomas J. Davis, Plessy v. Ferguson, Santa Barbara, Californie, Greenwood, 19 juillet 2012, 272 p. (ISBN 9780313391873, lire en ligne),
- (en-US) David Cates, Plessy v. Ferguson : Segregation and the Separate But Equal Policy, Minneapolis, Minnesota, Abdo Publishing Company, 1er septembre 2012, 168 p. (ISBN 9781617834752, lire en ligne),
- (en-US) Laurie Collier Hillstrom, Plessy v. Ferguson, Detroit, Michigan, Omnigraphics, 1er août 2013, 256 p. (ISBN 9780780813298, lire en ligne),
- (en-US) Don Rauf & Harvey Fireside, Separate But Equal : Plessy v. Ferguson, coll. « US Supreme Court Landmark Cases », 30 décembre 2016, 136 p. (ISBN 9780766084353, lire en ligne),

#### Articles

##### Francophones
- Elisabeth Zoller, « Le réalisme dans la jurisprudence constitutionnelle de la Cour suprême des États-Unis », Cahiers du Conseil constitutionnel, Paris, Conseil constitutionnel (France), no 22 « Le réalisme en droit constitutionnel »,‎ juin 2007 (lire en ligne, consulté le 2 mars 2014)
- Rebecca J. Scott (trad. Jean Hébrard), « Se battre pour ses droits : Écritures et litiges de discrimination raciale en Louisiane (1888-1899) », Cahiers du Brésil contemporain, vol. 53/54,‎ 2003, p. 175-209 (lire en ligne, consulté le 2 mars 2014)

##### Anglophones

###### Années 1896-1999
- « Supreme Court of the United States. Plessy v. Ferguson. May 18, 1896 », The Virginia Law Register, vol. 2, no 5,‎ septembre 1896, p. 327-347 (21 pages) (lire en ligne ),
- « Is Racial Segregation Consistent with Equal Protection of the Laws? Plessy v. Ferguson Reexamined », Columbia Law Review, vol. 49, no 5,‎ mai 1949, p. 629-639 (11 pages) (lire en ligne ),
- Harry E. Groves, « Separate but Equal--The Doctrine of Plessy v. Ferguson », Phylon (1940-1956), vol. 12, no 1,‎ 1 trimestre 1951, p. 66-72 (7 pages) (lire en ligne ),
- Paul G. Kauper, « Segregation in Public Education: The Decline of Plessy v. Ferguson », Michigan Law Review, vol. 52, no 8,‎ juin 1954, p. 1137-1158 (22 pages) (lire en ligne ),
- John P. Roche, « Plessy v. Ferguson: Requiescat in Pace? », University of Pennsylvania Law Review, vol. 103, no 1,‎ octobre 1954, p. 44-58 (15 pages) (lire en ligne ),
- Barton J. Bernstein, « Plessy V. Ferguson: Conservative Sociological Jurisprudence », The Journal of Negro History, vol. 48, no 3,‎ juillet 1963, p. 196-205 (10 pages) (lire en ligne ),
- Richard A. Maidment, « Plessy v. Ferguson Re-Examined », Journal of American Studies, vol. 7, no 2,‎ août 1973, p. 125-132 (8 pages) (lire en ligne ),
- David W. Bishop, « Plessy V. Ferguson: A Reinterpretation », The Journal of Negro History, vol. 62, no 2,‎ avril 1977, p. 125-133 (9 pages) (lire en ligne ),
- Bernard R. Boxill, « Washington, Du Bois and "Plessy V. Ferguson" », Law and Philosophy, vol. 16, no 3,‎ mai 1997, p. 299-330 (32 pages) (lire en ligne ),
- « Back to Plessy v. Ferguson: The Jim Crow Programs of the National Merit Scholarship Awards », The Journal of Blacks in Higher Education, no 11,‎ printemps 1996, p. 43-44 (2 pages) (lire en ligne )n
- Mark Tushnet, « "Plessy V. Ferguson" in Libertarian Perspective », Law and Philosophy, vol. 16, no 3,‎ mai 1997, p. 245-258 (14 pages) (lire en ligne ),
- Brook Thomas, « "Plessy v. Ferguson" and the Literary Imagination », Cardozo Studies in Law and Literature, vol. 9, no 1,‎ été 1997, p. 45-65 (21 pages) (lire en ligne ),

###### Années 2000-2019
- Mark Elliott, « Race, Color Blindness, and the Democratic Public: Albion W. Tourgée's Radical Principles in Plessy v. Ferguson », The Journal of Southern History, vol. 67, no 2,‎ mai 2001, p. 287-330 (44 pages) (lire en ligne ),
- « Florida's New Law School for Blacks: Evoking Memories of Plessy v. Ferguson », The Journal of Blacks in Higher Education, no 36,‎ été 2002, p. 45-47 (3 pages) (lire en ligne ),
- Mark Golub, « Plessy as "Passing": Judicial Responses to Ambiguously Raced Bodies in Plessy v. Ferguson », Law & Society Review, vol. 39, no 3,‎ septembre 2005, p. 563-600 (38 pages) (lire en ligne ),
- Blair L. M. Kelley, « Right to Ride: African American Citizenship and Protest in the Era of "Plessy v. Ferguson" », African American Review, vol. 41, no 2,‎ été 2007, p. 347-356 (10 pages) (lire en ligne ),
- Rebecca J. Scott, « The Atlantic World and the Road to "Plessy v. Ferguson" », The Journal of American History, vol. 94, no 3,‎ décembre 2007, p. 726-733 (8 pages) (lire en ligne ),
- Carolyn L. Karcher, « Albion W. Tourgée and Louis A. Martinet: The Cross-Racial Friendship behind "Plessy v. Ferguson" », MELUS, vol. 38, no 1,‎ printemps 2013, p. 9-29 (21 pages) (lire en ligne ),
- Phillip Hutchison, « The Harlan Renaissance: Colorblindness and White Domination in Justice John Marshall Harlan's Dissent in "Plessy v. Ferguson" », Journal of African American Studies, vol. 19, no 4,‎ décembre 2015, p. 426-447 (22 pages) (lire en ligne ),
- Phillip Hutchison, « Erratum to: The Harlan Renaissance: Colorblindness and White Domination in Justice John Marshall Harlan's Dissent in Plessy v. Ferguson », Journal of African American Studies, vol. 20, no 1,‎ mars 2016, p. 133 (1 page) (lire en ligne ),

###### Années 2020-2029
- Shetay Ashford-Hanserd, Stephen B. Springer, Mary-Patricia Hayton et Kelly E. Williams, « Shadows of Plessy v. Ferguson: The Dichotomy of Progress Toward Educational Equity Since 1954 », The Journal of Negro Education, vol. 89, no 4,‎ 2020, p. 410-422 (13 pages) (lire en ligne ),